# Henning Pätzold
Henning Pätzold (* 1971 in Köln) ist ein deutscher Erziehungswissenschaftler.

## Leben
Nach dem Studium der Fächer Mathematik, Sozialkunde sowie Pädagogik in Hamburg und Kaiserslautern war er wissenschaftlicher Mitarbeiter im Fachgebiet Pädagogik der Technischen Universität Kaiserslautern. Nach dem Fernstudium der Erwachsenenpädagogik am Zentrum für Fernstudien und Universitäre Weiterbildung an der TU Kaiserslautern und der Promotion zum Dr. phil. 2004 war er Juniorprofessor für Erwachsenenbildung und Lernberatung an der TU Kaiserslautern und Dozent an der Freien Hochschule Mannheim. Seit 2011 Professor für Pädagogik mit dem Schwerpunkt Forschung und Entwicklung in Organisationen an der Universität Koblenz.

## Schriften (Auswahl)
- Lernberatung und Erwachsenenbildung. Baltmannsweiler 2004, ISBN 3-89676-852-2.
- mit Anke Grotlüschen: Lerntheorien. In der Erwachsenen- und Weiterbildung. Bielefeld 2020, ISBN 3-8252-5622-7.